# Seleukos VII
Seleukos VII Kybiosaktes eller Seleucus, levnadsår okända, var kung i det seleukidiska riket i Syrien 83–69 f.Kr.
Seleukos var son till Antiochos X och Kleopatra Selene I och bror till Antiochos XIII. Han är i stort sett okänd som monark. Han förekommer på mynt med sin mor och kallas till namnet kung under den tid då i stort sett hela seleukiderriket var ockuperat av Tigranes II (Armenien), med undantag av några mycket små områden. Han var troligen den seleukidiske prins Seleukos som var gift med Berenike IV av Egypten i hennes första äktenskap men mördades av henne på grund av hennes avsmak inför hans dåliga maner: hans tillnamn betyder fisklukt.